# Knochenschmiede

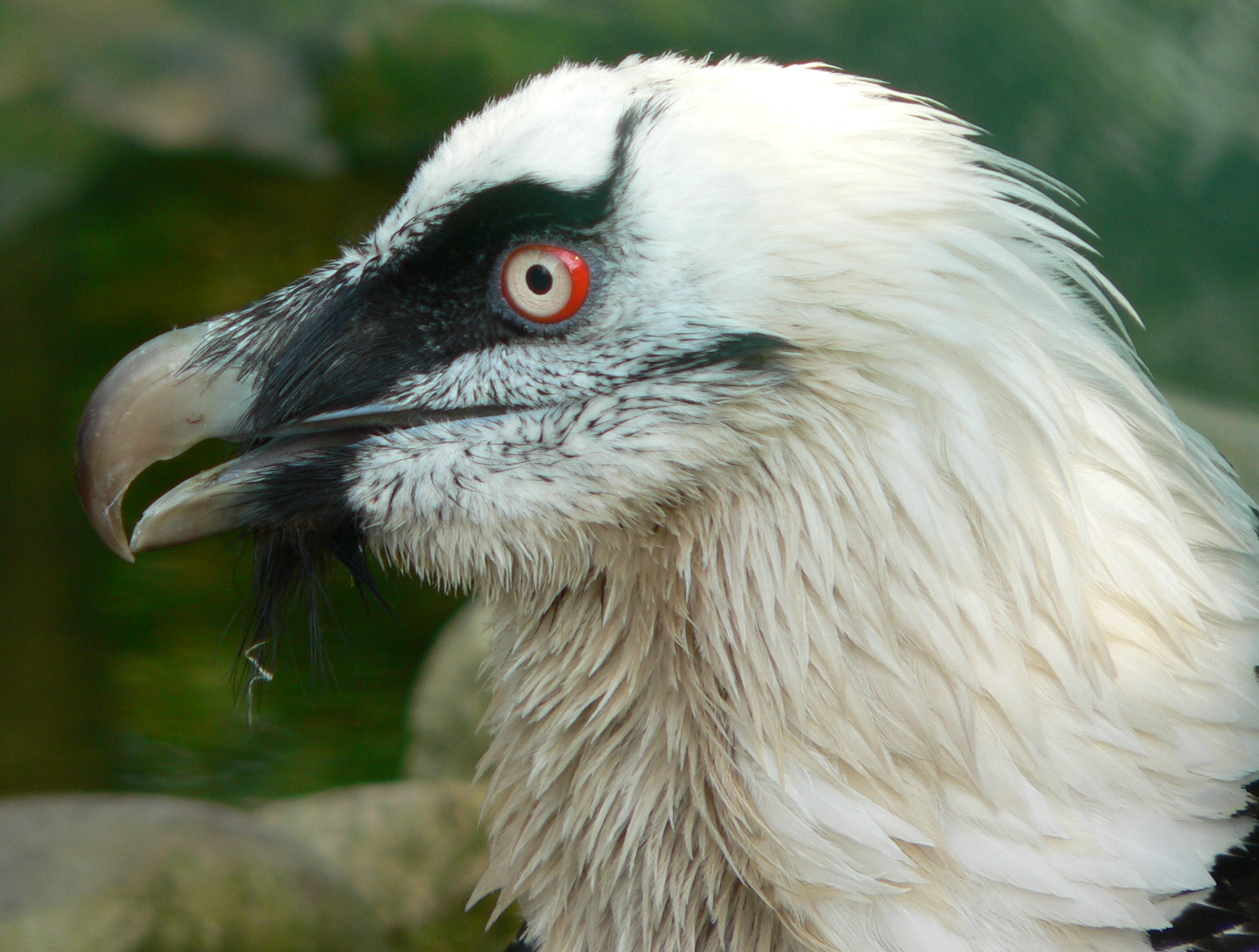
Kopf eines Bartgeiers, Seitenansicht

Als Knochenschmieden bezeichnet man die etwa 30 Quadratmeter großen nahezu ebenen Felsplatten, die der Bartgeier nutzt, um Knochen aufzubrechen. In einem Revier etablierte Bartgeier suchen immer wieder dieselben Felsplatten auf, um dort Knochen herabfallen zu lassen. Traditionelle Knochenschmieden, die es nach der erfolgreichen Wiedereinbürgerung des Bartgeiers auch in den Alpen wieder gibt, sind mit tausenden von ausgebleichten Knochensplittern übersät.
Das Nahrungsspektrum des Bartgeiers besteht zu 80 Prozent aus Knochen. Ausgewachsene Bartgeier vermögen bis zu 18 Zentimeter lange und drei Zentimeter dicke Knochen dank ihrer großen Mundspalte zu verschlucken. Größere zerkleinern sie, indem sie sie aus sechzig bis achtzig Meter Höhe auf die Knochenschmiede fallen lassen. Große Knochen zerbrechen in der Regel bei den ersten Würfen nicht. Bartgeier erheben sich bis zu 40 Mal mit demselben Knochen in die Luft und lassen ihn auf die Knochenschmiede herabfallen, bis sie Erfolg haben.
Die Neigung, Knochen fallen zu lassen, ist Bartgeiern angeboren, muss aber verfeinert und perfektioniert werden. Sehr erfahrene Bartgeier setzen zu einem Sturzflug an, bevor sie die Knochen loslassen und dabei fortschleudern. Damit erhöhen sie die Aufprallenergie.